# Poème de l'extase
Le Poème de l'extase, op. 54, est un poème symphonique pour orchestre composé entre 1905 et 1908, considéré comme la quatrième symphonie d'Alexandre Scriabine. C'est une œuvre de transition entre le style plus tonal des trois premières symphonies et son deuxième poème symphonique, Prométhée ou le Poème du feu, le chef-d'œuvre de sa maturité.

## Genèse
L'idée en remonte à 1904, et Scriabine l'accompagna d’un substrat littéraire, sous forme de 369 vers de sa propre plume publiés dès 1906, débutant par : « L’esprit, / Porté par les ailes de la soif de vie / S’élance en un vol audacieux / Dans les hauteurs de la négation ».
Les premières mentions de ce projet par Scriabine se font en tant que « quatrième symphonie » et sous le titre de Poème orgiaque, révélant la référence sexuelle ou orgasmique comme l'un des caractères dominants de la pièce. Le compositeur, qui associe souvent l’extase de la création artistique à l’érotisme, qualifiait cette œuvre de « monologue avec les quatre couleurs les plus divines : délice, langueur, ivresse, volupté ». De nombreuses indications en italien et en français jalonnent la partition en une succession d'états émotionnels : « languido », « soavamente », « avec une noble et douce majesté », « avec délice », « très parfumé », « avec une ivresse toujours croissante », « presque en délire », « tragico », « tempestoso », « avec une noble et joyeuse émotion », jusqu'à, dans l'indication des mesures 507-530, « Avec une volupté de plus en plus extatique ».
On y voit également l'influence du mouvement théosophique auquel Scriabine adhérait à l'époque, lui-même ayant affirmé chercher dans sa musique l'accès au divin. La frontière entre religiosité et sexualité reste floue. De ce fait, comme beaucoup d'œuvres du compositeur à partir de cette époque, la quatrième symphonie comporte un caractère mystique (qui culminera quelques années plus tard avec Le Mystère). Outre la forme d'une montée graduée vers une sorte de révélation finale, Scriabine utilise une suite arithmétique basée sur le nombre d'or.
Une première version fut achevée en mai 1907 mais le compositeur préféra y apporter des modifications.

## Création
La création initialement prévue le 16 février 1908 à Saint-Pétersbourg dut être reportée en raison du manque de répétitions qui auraient été nécessaires du fait de la nouveauté et de la complexité de l’écriture, liée à la multiplicité des éléments thématiques, à la densité de leurs enchevêtrements et à la singularité du langage harmonique, et le poème fut créé le 10 décembre 1908 par le Russian Symphony Orchestra dirigé par Modest Altschuler (en) à New York, tandis que la création russe fut assurée par Hugo Warlich (ru).

## Structure et effectifs musicaux
En un mouvement et de forme sonate, le Poème de l'extase est construit sur huit motifs principaux, progressant par à-coups, à travers un vaste développement, vers un finale « extatique » en do majeur, réunissant un effectif élargi comprenant, outre les cordes, quatre flûtes dont un piccolo, quatre hautbois dont un cor anglais, quatre clarinettes dont une clarinette basse, quatre bassons dont un contrebasson, huit cors, cinq trompettes, trois trombones, un tuba, les timbales et un ensemble de percussions dont une cloche, deux harpes, un célesta et un orgue.

## Discographie sélective
- Evgueni Svetlanov, Orchestre symphonique d'URSS, Melodiya, 1966 (multiples rééditions)
- Lorin Maazel, Orchestre de Cleveland, Decca, 1978
- Evgueni Svetlanov, Orchestre symphonique d'État de la fédération de Russie, Warner, 1996
- Evgueni Svetlanov, Orchestre national de France, Naïve/Radio France, 2001
- Pierre Boulez, Chicago Symphony Orchestra, Deutsche Grammophon, 2000
- Antal Dorati, Orchestre royal du Concertgebouw, RCO Live